# Tor Naincat
Tor Naincat is een bestuurslaag in het regentschap Mandailing Natal van de provincie Noord-Sumatra, Indonesië. Tor Naincat telt 441 inwoners (volkstelling 2010).